# Список британських художників
Алфавітний список британських художників.

## А
- Джон Абсолон[ru] (1815-1895)
- Лоуренс Альма-Тадема (1836–1912)
- Едвард Артімідж[ru] (1817-1896)

## Д
- Натаніель Денс-Голланд[en] (1735-1811)

## Л
- Едвін Генрі Ландсір (1802-1873)
- Чарльз Ландсір[en] (1799-1879)

## М
- Джон Мартін (художник) (1789-1854)

## Т
- Елізабет Томпсон (1846–1933)